# Metodologias Ativas e Personalizadas de Aprendizagem
Metodologias Ativas e Personalizadas de Aprendizagem é um livro didático dos escritores, professores e pesquisadores brasileiros Dilermando Piva Junior, Angelo Luiz Cortelazzo, Diane Andreia de Souza Fiala, Luciane Panisson, Maria Rafaela J B Rodrigues.

## Sinopse
Este livro se destina a gestores educacionais (diretores e coordenadores), professores em geral e estudantes da área de Educação.A proposta nele contida amplia o uso do termo “Blended Learning”, atribuído mais frequentemente ao ensino híbrido de modalidade (presencial ou a distância) para um “blend” metodológico e personalizado, independentemente da forma como o processo se desenvolva no espaço e no tempo. Assim, são apresentadas e tratadas algumas metodologias que podem ser combinadas em diferentes proporções, em função do tipo de curso ou atividade curricular a que se destinam. Sugere, ainda, um acompanhamento mais personalizado do estudante, respeitando esta forma a sua individualidade e maneira com que trabalha e se apropria do conhecimento.
Como consequência, são tratados os reflexos da implantação dessas atividades, não apenas na infraestrutura das Instituições, mas também nas suas relações com a sociedade em seu entorno e implicações legais decorrentes. Sua leitura possibilitará ao leitor:
- Compreender as relações da legislação com as metodologias apresentadas de modo a poder ampliar sua compreensão sobre as possibilidades de inovação em sua prática pedagógica.
- Conhecer metodologias de ensino atuais e saber como aplicá-las.
- Obter informações relevantes sobre marketing escolar, direitos autorais, e sua importância nas novas formas de aprendizagem e produção de materiais específicos.
- Ter contato com casos concretos que possibilitarão uma visão ampla da metodologia proposta e sua potencialidade em sala de aula de cursos presenciais ou a distância.